# Marialinden
Marialinden ist ein Stadtteil von Overath im Rheinisch-Bergischen Kreis im Süden Nordrhein-Westfalens. Der Ort hat rund 4.200 Einwohner.

## Geschichte
Urkundlich wird Marialinden zum ersten Mal im Jahr 1515 erwähnt. Dort heißt es: „de genant zun Sevenlynden ind nu genant ist zu Marienlynden“. Aus dem Text geht hervor, dass der Ort bis zur in der Urkunde erwähnten Umbenennung Siebenlinden hieß. Der ursprüngliche Ortsname Siebenlinden geht unschwer erkennbar auf sieben Linden am Ort zurück. 1526 erfolgt eine Erwähnung als Mergenlynden.
In einer Urkunde ist verzeichnet:

„Vor einigen Jahren ist im Gemeindebezirk Overath in der Ortschaft Marialinden durch die Lenkung des allmächtigen Gottes und seiner gebenedeiten Mutter Maria erstlich ein Heiligenhaus, danach eine Kapelle zu Ehren derselben Maria, der Mutter Gottes gebaut worden.“

Eine Legende besagt, dass in einer hohlen von ehemals sieben Linden ein Gnadenbild gefunden wurde. Nachdem es von dort entfernt wurde, war es am nächsten Tag auf wundersame Weise wieder in die hohle Linde zurückgekehrt. Daraufhin wurde an dieser Stelle ein Heiligenhaus erbaut.
Der tatsächliche, historisch gesicherte Gründungsgrund der Kirche war jedoch ein anderer: An der Stelle der heutigen Sakristei entstand an der Wegkreuzung des Wegs von Bernsau über Höhe nach Meegen und dem Handelsweg Köln–Siegen (Brüderstraße), eine Jagdkapelle der Grafen von Bernsau. Der „Bernsauer Jagdweg“ zeugt davon noch heute. Später siedelten sich Gasthäuser an.

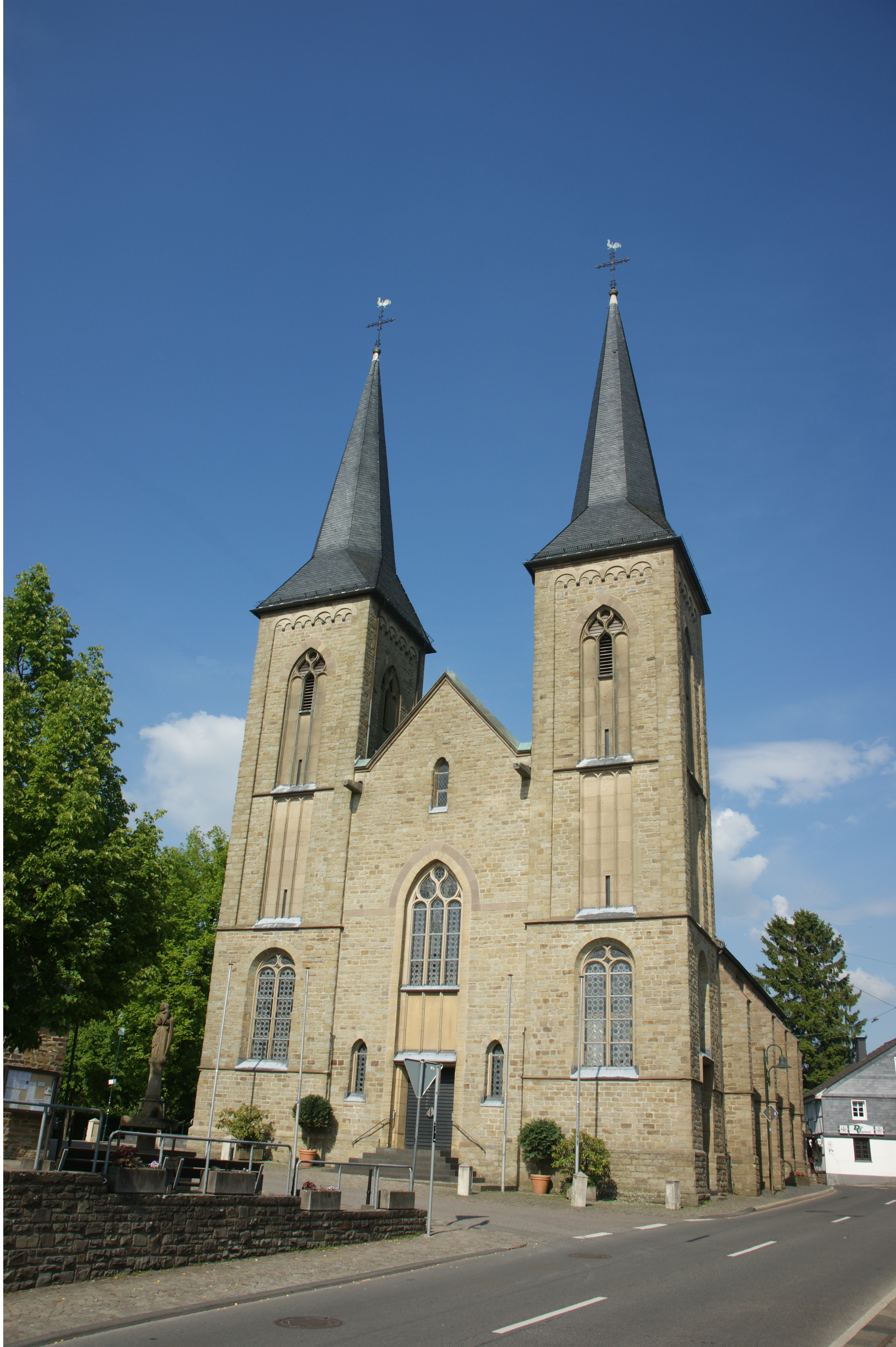
Wallfahrtskirche St. Mariä Heimsuchung

Die Topographia Ducatus Montani des Erich Philipp Ploennies, Blatt Amt Steinbach, zeigt ein Kirchdorf, das als Marialinden beschriftet ist. Carl Friedrich von Wiebeking benennt die Hofschaft auf seiner Charte des Herzogthums Berg 1789 als Marialinden. Aus ihr geht hervor, dass der Ort zu dieser Zeit Teil der Honschaft Burg im Kirchspiel Overath war.
Der Ort ist auf der Topographischen Aufnahme der Rheinlande von 1817 als Marialinde verzeichnet. Die Preußische Uraufnahme von 1845 zeigt den Wohnplatz unter dem Namen Marialinden. Ab der Preußischen Neuaufnahme von 1892 ist der Ort auf Messtischblättern regelmäßig als Marialinden verzeichnet.
1822 lebten 86 Menschen im als Kirchdorf kategorisierten Ort, der nach dem Zusammenbruch der napoleonischen Administration und deren Ablösung zur Bürgermeisterei Overath im Kreis Mülheim am Rhein gehörte. Für das Jahr 1830 werden für Marialinden 106 Einwohner angegeben. Der 1845 laut der Uebersicht des Regierungs-Bezirks Cöln als Kirchdorf kategorisierte Ort besaß zu dieser Zeit 23 Wohngebäude mit 122 Einwohnern, alle katholischen Bekenntnisses.
Die Gemeinde- und Gutbezirksstatistik der Rheinprovinz führt Marialinden 1871 mit 25 Wohnhäusern und 163 Einwohnern auf. Im Gemeindelexikon für die Provinz Rheinland von 1888 werden 26 Wohnhäuser mit 149 Einwohnern angegeben. 1895 besitzt der Ort 29 Wohnhäuser mit 180 Einwohnern und gehörte konfessionell zum katholischen Kirchspiel Marialinden, 1905 werden 35 Wohnhäuser und 249 Einwohner angegeben.
Die Kirche wurde vermutlich von einer von drei Adelstöchtern in Verbindung mit zwei weiteren Marienkirchen (Marienheide und Marienberghausen) gestiftet. Die Kirche wurde 1897 um die doppeltürmige Westfassade erweitert.
Über Jahrhunderte hinweg und bis heute blieb Marialinden ein Marienwallfahrtsort. Die Hauptstraße des Dorfes erhielt danach den Namen Pilgerstraße. St. Mariä Heimsuchung ist Wallfahrtskirche und Wahrzeichen des Ortes. Äußeres Zeichen der Marienverehrung sind die aus dem Mittelalter stammenden Darstellungen der Pietà (größere in Holz, kleinere in Terrakotta) im rechten Seitenschiff der Kirche.

## Persönlichkeiten
- Ferdinand Stiefelhagen (* 1822 in Marialinden; † 1902 in Köln), katholischer Theologe, Priester, Domkapitular in Köln
- Carl Maria Finkelnburg (* 1832 in Marialinden; † 1896 in Godesberg), Mediziner
- Fritz Wester (* 1880 in Marialinden; † 1950 in Köln), Mediziner und Zentrumspolitiker